# 尼亞比胡縣
1°39′S 29°30′E / 1.650°S 29.500°E

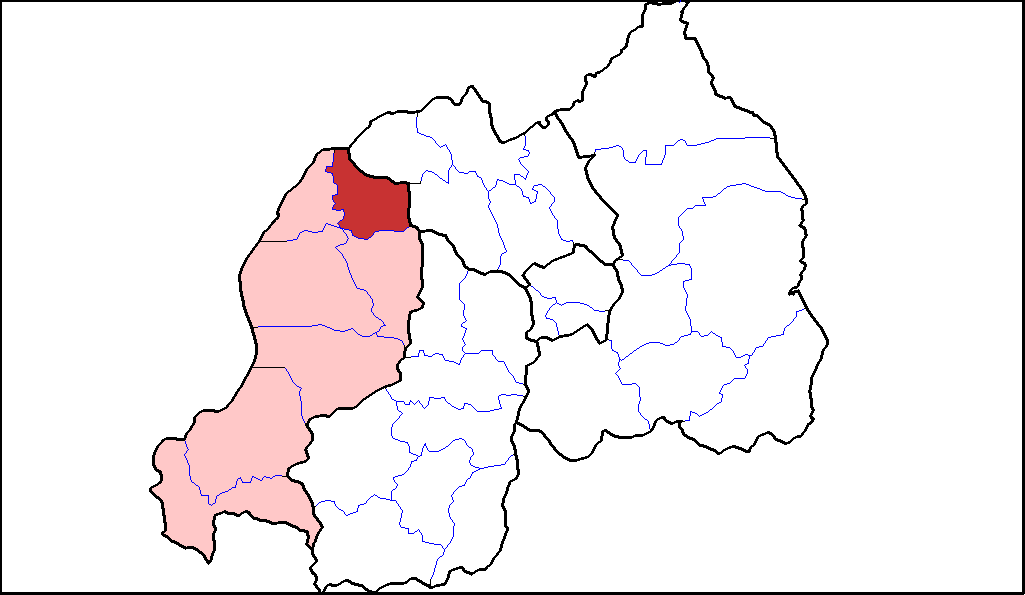

尼亞比胡縣（Nyabihu District），是盧旺達的縣份，位於該國西部，由西部省負責管轄，首府設於穆卡米拉，面積532平方公里，2012年人口294,740，人口密度每平方公里550人。